# Cabria (Aguilar de Campoo)
Cabria ist ein spanischer Ort in der Provinz Palencia der Autonomen Gemeinschaft Kastilien und León. Die im 19. Jahrhundert selbständige Gemeinde gehörte lange Zeit zu Nestar. Cabria wurde mit diesem Ort in den 1970er Jahren zu Aguilar de Campoo eingemeindet. Cabria befindet sich drei Kilometer nördlich vom Hauptort der Gemeinde.

## Sehenswürdigkeiten
- Romanische Pfarrkirche San Andrés
- Casa torre de los Velarde
- Reste der Burg (Castillo de Cabria)